# Mount Wellington, Tasmanien
Mount Wellington är ett berg i Australien. Det ligger i regionen Hobart och delstaten Tasmanien, i den sydöstra delen av landet, nära delstatshuvudstaden Hobart. Toppen på Mount Wellington är 1 271 meter över havet.
Mount Wellington är den högsta punkten i trakten. Runt Mount Wellington är det tätbefolkat, med 331 invånare per kvadratkilometer.. Närmaste större samhälle är Hobart, nära Mount Wellington. 
I omgivningarna runt Mount Wellington växer i huvudsak städsegrön lövskog. Genomsnittlig årsnederbörd är 697 millimeter. Den regnigaste månaden är juli, med i genomsnitt 78 mm nederbörd, och den torraste är februari, med 41 mm nederbörd.